# 田偉
田 偉（でん い、1959年2月 - ）は、中華人民共和国の外科医師、医学者。中国工程院院士。現職は北京大学、清華大学の教授、博士課程の指導者。

## 経歴
1983年、北京医科大学（現在の北京大学医学部）を卒業。北京積水潭医院のもとで科医師として採用される。1989年に田偉は日本に留学した。1994年弘前大学にて博士（医学）号を取得。同大学に研究生として入室。
1995年に田偉は中国に帰国した。同年に北京積水潭医院の副院長に就任。2003年、院長に昇格。

## 栄典
- 2016年10月21日、何梁何利科技進歩賞。
- 2017年9月1日、エディンバラ王立外科学院（英語版）名誉院士[1]。
- 2019年1月14日、フランス国家医学科学院（英語版）外国人院士[2]。
- 2019年11月22日、中国工程院院士[3]。